# 志田延義賞
志田延義賞（しだのぶよししょう）は、日本の学術賞。

## 概略
1983年、日本歌謡学会の名誉顧問志田延義が創設した賞である。歌謡ならびに歌謡に関連する領域の調査・採集・研究を促進することを目的として、毎年、前年度に出版された歌謡関係の出版物のうち、極めて優秀と評価・選定された出版物に贈られる。

## 歴代受賞者
- 第1回（1983年度）

真鍋昌弘『中世近世歌謡の研究』（1982年、桜楓社）
内田るり子『奄美民謡とその周辺』（1983年、雄山閣出版）
- 第2回（1984年度）

外村南都子　早歌に関する研究業績（多年にわたる秀れた早歌に関する研究）
- 第3回（1985年度）

成田守『奥浄瑠璃の研究』（1985年、桜楓社）、『筑前盲僧の伝承』（1985年、三弥井書店）
- 第4回（1986年度）授賞者なし
- 第5回（1987年度）

宮岡薫『古代歌謡の構造』（1987年、新典社）
馬場光子『今様のこころとことば「梁塵秘抄」の世界』（1987年、三弥井書店）
- 第6回（1988年度）

鳥居フミ子・土佐浄瑠璃に関する研究業績
『土佐浄瑠璃正本集』（全３巻、1988年、角川書店）
『近世芸能の研究―土佐浄瑠璃の世界―』（1989年、武蔵野書院）など。
- 第7回（1989年度）授賞者なし
- 第8回（1990年度）

西沢爽『日本近代歌謡史』上・下・資料編（90年、桜楓社）
- 第9回（1991年度）授賞者なし
- 第10回（1992年度）

池田廣司『狂言歌謡研究集成』（92年、風間書房）
須藤豊彦『日本民俗歌謡の研究』（93年、桜楓社）
- 第11回（1993年度）

外村久江・外村南都子『早歌全詞章』（93年、三弥井書店）
- 第12回（1994年度）

井出幸男『中世歌謡の史的研究　室町小歌の時代』（95年、三弥井書店）
鈴木佐内『仏教歌謡研究』（94年、近代文芸社）
- 第13回（1995年度）

小野恭靖『中世歌謡の文学的研究』（96年、笠間書院）
- 第14回（1996年度）

平賀禮子『御船歌の研究』（97年、三弥井書店）
- 第15回（1997年度）　授賞者なし
- 第16回（1998年度）　授賞者なし
- 第17回（1999年度）

青柳隆志『日本朗詠史　研究編』（99年、笠間書院）
狩俣恵一『南島歌謡の研究』99年、瑞木書房）
- 第18回（2000年度）　授賞者なし
- 第19回（2001年度）

植木朝子『梁塵秘抄とその周縁―今様と和歌・説話・物語の交流―』
- 第20回（2002年度）

居駒永幸『古代の歌と叙事文芸史』（2003年、笠間書院）
- 第21回（2003年度）　授賞者なし
- 第22回（2004年度）　授賞者なし
- 第23回（2005年度）

沖本幸子『今様の時代―変容する宮廷芸能―』（2006年、東京大学出版会）
野川美穂子『地歌における曲種の生成』（2006年、第一書房）
- 第24回（2006年度）

長野隆之『語られる民謡　歌の「場」の民俗学』（2007年、慶友社）
- 第25回（2007年度）

藤原享和『古代宮廷儀礼と歌謡』（2007年、おうふう）
飯島一彦『古代歌謡の終焉と変容』（2007年、おうふう）
清水眞澄『音声表現思想史の基礎的研究　信仰・学問・支配構造の連関』
- 第26回（2008年度）　授賞者なし
- 第27回（2009年度）　授賞者なし
- 第28回（2010年度）　授賞者なし
- 第29回（2011年度）

永池健二『逸脱の唱声―歌謡の精神史―』（2011年、新泉社）
- 第30回（2012年度）

末次智『琉球宮廷歌謡論―首里城の時空から―』（2012年、森話社）
中田幸司『平安宮廷文学と歌謡』（2012年、笠間書院）
- 第31回（2013年度）

中本真人『宮廷御神楽芸能史』（2013年、新典社）
- 第32回（2014年度）

縄手聖子『今様のなかの〈表象〉』（2014年、笠間書院）
- 第33回（2015年度）

工藤隆『歌垣の世界　歌垣文化圏の中の日本』（2015年、勉誠出版）
- 第34回（2016年度）

烏谷知子『上代文学の伝承と表現』（2016年、おうふう）
- 第35回（2017年度）

辻浩和『中世の〈遊女〉　生業と身分』（2017年、京都大学学術出版会）
- 第36回（2018年度） 授賞者なし
- 第37回（2019年度） 授賞者なし
- 第38回（2020年度）

遠藤耕太郎『万葉集の起源　東アジアに息づく抒情の系譜』（2020年、中央公論新社）
- 第39回（2021年度）

藤原彰子『歌謡を書く　古代歌謡から江戸小歌まで』（2021年、展覧会図録）